# Fortællinger om natten
Fortællinger om natten er en novellesamling af Peter Høeg, udgivet i 1990. 

## Handling
Bogen består af ni fortællinger, der er fælles om en dato og et motiv: Kærligheden og dens betingelser, om natten den 19. marts 1929. Hver fortælling kredser omkring en af de klassiske åndsvidenskaber: Matematik, dans, jura, fysik, billedkunst, medicin, dramatik, musik og astronomi.

## Noveller i samlingen
- Rejse ind i et mørkt hjerte
- Hommage à Bournonville
- Dom over højesteretspræsident Ignatio Landstad Rasker
- Forsøg med kærlighedens varighed
- Portræt af avantgarden
- Medlidenhed med børnene i Vaden By
- Fortælling om et ægteskab
- Spejlbillede af en ung mand i balance
- Forholdsregler mod alderdommen